# Hyundai Santa Fe
O Santa Fe é um automóvel do tipo utilitário esportivo de porte médio da Hyundai. Lembra bastante outro utilitário esportivo da marca, que é a Tucson. O nome foi inspirado na cidade de Santa Fe, no Novo México, EUA. Ele baseia-se na plataforma do Hyundai Sonata. Foi introduzido para o ano modelo 2001, como primeiro SUV da Hyundai, lançado ao mesmo tempo que a Ford Escape e Pontiac Aztek. O Santa Fe foi um marco no programa de reestruturação da empresa, da década de 1990, porque, apesar de ter recebido críticas de jornalistas por sua aparência obscura, o SUV foi um sucesso com os compradores americanos. O SUV era tão popular que, às vezes, a Hyundai teve problemas em suprir a demanda. O Santa Fe rapidamente se tornou best-seller da Hyundai e contribuiu para o sucesso da Hyundai no EUA. A partir de 2007, o Santa Fe cai entre o pouco menor crossover compacto Tucson e o maior, crossover de luxo ainda relacionada SUV Veracruz (que substituiu o Terracan). A segunda geração do Hyundai Santa Fe 2008 foi agraciado com a Consumer Reports "top pick" e ficou entre os 10 melhores veículos para 2008 revelada na edição da revista. A revista de avaliações anuais, com base em testes de estrada e previstos segurança e confiabilidade, são considerados altamente influente entre os consumidores. Em 2012, a terceira geração de Santa Fe tornou-se disponível em duas versões (versões regulares e prolongados), com o 5 lugares Sport em setembro de 2012 e o modelo de base longa roda estendida que substituiu o Veracruz, disponível em showrooms em novembro de 2012.

## Gerações

### 2012
O Santa Fe recebeu apenas pequenas mudanças para 2012: o todo-corpo colorido grelha (em mercados norte-americanos) foi endireitado e recebeu detalhes cromados enquanto a tira texturizada abaixo dos faróis foi alterada de âmbar para limpar. O interior recebeu uma nova alavanca de câmbio e freio de descida auxiliar foi adicionado. O modelo 2012 será descontinuado até o final do ano, encerrando com sucesso a produção para a segunda geração.

### Nova Geração (2013)
Hyundai lançou o novo Santa Fe em 14 de fevereiro de 2012, e começou a ser vendido em junho de 2012 como modelo 2013. Revelado no Salão de Automóvel de Nova York 2012 em 4 de abril, a terceira geração do Hyundai Santa Fe apresenta duas variantes de distância entre eixos mais curta: variante Sport 5 lugares e a versão longa distância entre eixos (chamado Santa Fe XL no Canadá) com três fileiras de assentos e esta disponível para seis ou sete passageiros. Quanto mais tempo Santa Fe também recebe um design exclusivo grade, rodas de liga leve de 19 polegadas opcionais, dicas de escape dupla descarga e uma forma do corpo que acentua passageiro acrescentado do cruzamento e quarto de carga traseira. Ambos os modelos apresentam o novo "Tempestade Edge" protótipo design, eventualmente, para o lançamento em todos os outros modelos, e possuem atualizado a plataforma unibody cruzado, semelhante à maioria dos SUVs de hoje.
O Santa Fe 2013 Sport foi colocado à venda em setembro de 2012 para o mercado norte-americano. A variante longa distância entre eixos iria seguir o mesmo caminho, em novembro de 2012 e foi colocado à venda no início de 2013 após o termino da produção do Hyundai Veracruz. O coreano Santa Fe foi lançado na Ásia desde 19 de abril de 2012, em forma de base curta com 7 lugares. Tipos de motores disponíveis são um 2.0L E-VGT R-Line e motores diesel 2.2L E-VGT R-Line. Em março de 2013, a variante longa distância entre eixos Santa Fe estava disponível na Coreia do Sul como o Maxcruz.

### Híbrido
Há um Hyundai Santa Fe híbrido que é alimentado por motor a gasolina acoplado a um de 30 kW (40 hp) motor elétrico. O híbrido utiliza um 270 V de bateria lítio de polímero.

## Marketing
O Advertising Standards Bureau of Austrália proibiu um comercial de TV do Santa Fe intitulado "RestLess" ou "criança" em 2007, que ASB argumentou que promove uma atividade de condução ilegal: uma pessoa menor de idade (uma criança) dirigindo um carro. Ele também pegou uma menina da criança pedindo carona e ambos estavam usando cinto de segurança, em vez de sistemas de retenção aprovados que também violado recomendações de segurança. O anúncio foi produzido por Kim Thorp e Howard Greive de Cessão Grupo NZ e dirigido por Tony Williams de Sydney Film Company, com pós via Frame Set + Match, Sydney. O anúncio em si ganhou os prêmios de anúncios Fair Go (2006) na categoria Melhor Prêmio de anúncios e também foi indicado entre os cinco primeiros na categoria Pior anúncio.

## Galeria
- Primeira geração (2000-2006)
- Segunda geração (2006-2013)
- Terceira geração (2013-2018)
- Quarta geração (2018-presente)